# Loan Mỹ
Loan Mỹ là một xã cũ thuộc huyện Tam Bình, tỉnh Vĩnh Long, Việt Nam.

## Địa lý
Xã Loan Mỹ có diện tích 23,68 km², dân số năm 1999 là 12.054 người, mật độ dân số đạt 509 người/km².

## Hành chính
Xã Loan Mỹ được chia thành 12 ấp: Bình Hòa, Bình Phú, Cần Súc, Đại Nghĩa, Đại Thọ, Giữa, Kỳ Son, Sóc Rừng, Tân Nguyên, Thông Nguyên, Tổng Hưng, Tổng Hưng B.